# Passiflora tina
Passiflora tina är en passionsblomsväxtart som beskrevs av Boender och Torsten Ulmer. Passiflora tina ingår i släktet passionsblommor, och familjen passionsblomsväxter. Inga underarter finns listade i Catalogue of Life.